# Patrick Palmer (General)
Sir Charles Patrick Ralph Palmer, KCVO, KBE (* 29. April 1933; † 23. November 1999) war ein britischer Offizier und zuletzt General der British Army, der unter anderem zwischen 1989 und 1992 Oberkommandierender der Alliierten NATO-Streitkräfte Nordeuropa AFNORTH (Commander-in-Chief, Allied Forces Northern Europe) war. Er bekleidete zudem von 1992 bis zu seinem Tode 1999 das zeremonielle Ehrenamt des Constable and Governor of Windsor Castle.

## Leben
Charles Patrick Ralph Palmer, Sohn von Charles Dudley Palmer nd Catherine Anne Hughes-Buller, begann nach dem Besuch des Marlborough College 1950 eine Offiziersausbildung an der Royal Military Academy Sandhurst und wurde nach deren Abschluss 1953 als Second Lieutenant in das Linieninfanterieregiment Argyll and Sutherland Highlanders (Princess Louise’s) übernommen. In den folgenden Jahren fand er zahlreiche Verwendungen als Offizier sowie Stabsoffizier und war als Lieutenant-Colonel zwischen Januar 1972 und August 1974 Kommandeur des 5. Bataillons der Argyll and Sutherland Highlanders. Er wurde für seine Verdienste 1974 zum Officer des Order of the British Empire (OBE) ernannt und war als Brigadier von Dezember 1977 bis April 1980 Kommandeur der 7. Panzerbrigade (Commanding, 7th Armoured Brigade).
Nach seiner Beförderung zum Major-General war Palmer zwischen Mai 1980 und Januar 1982 erster Kommandeur des militärischen Beratungs- und Ausbildungsteams in Simbabwe (Commander, British Military Advisory and Training Team, Zimbabwe), das erst kurz zuvor in die Unabhängigkeit entlassen wurde. Im Anschluss übernahm er im April 1982 von Generalmajor Ian Baker den Posten als Kommandeur des Militärbezirks Nordost (General Officer Commanding, North East District), der 1967 aus der 50th (Northumbrian) Division hervorgegangen war, und wurde zudem in Personalunion im März 1983 als Nachfolger von Generalmajor Martin Farndale auch Kommandeur der 2. Infanteriedivision (2nd Infantry Division). Palmer, der für seine Verdienste 1982 auch zum Commander des Order of the British Empire (CBE) ernannt wurde, wurde im Januar 1984 als Kommandeur des Militärbezirks Nordost sowie als Kommandeur der 2. Infanteriedivision von Generalmajor Peter Inge abgelöst. Er selbst wurde daraufhin im Januar 1984 Nachfolger von Generalmajor John Akehurst als Kommandant des Staff College Camberley und verblieb in dieser Funktion bis Januar 1986, woraufhin Generalmajor John Waters ihn dort ablöste.
Nachdem Patrick Palmer zum Lieutenant-General befördert worden war, wechselte er ins Verteidigungsministerium des Vereinigten Königreichs und war als Nachfolger von Generalleutnant Sir David Mostyn von Oktober 1986 bis zu seiner Ablösung durch Generalleutnant Sir John Learmont im April 1989 Militärischer Sekretär (Military Secretary). Während dieser Zeit wurde er im Zuge der sogenannten „New Year Honours“ am 31. Dezember 1986 als Knight Commander des Order of the British Empire (KBE) geadelt, so dass er fortan das Prädikat „Sir“ führte. Zuletzt wurde er zum General befördert und übernahm im April 1989 als Nachfolger von General Sir Geoffrey Howlett den Posten als Oberkommandierender der Alliierten NATO-Streitkräfte Nordeuropa AFNORTH (Commander-in-Chief, Allied Forces Northern Europe). Dieses Kommando hatte er bis zu seinem Eintritt in den Ruhestand im April 1992 und wurde daraufhin von General Sir Garry Johnson abgelöst.
1992 übernahm Sir Patrick Palmer von Admiral Sir David Hallifax das zeremonielle Ehrenamt des Constable and Governor of Windsor Castle und hatte dieses bis zu seinem Tode 1999 inne, woraufhin Air Chief Marshal Sir Richard Johns seine Nachfolge antrat. Zuletzt wurde er am 11. Juli 1999 auch zum Knight Commander des Royal Victorian Order geschlagen.
Palmer war zwei Mal verheiratet. Aus seiner 1960 geschlossenen ersten Ehe mit Sonia Hardy Wigglesworth ging ein Sohn hervor. Nach dem Tod seiner ersten Frau heiratete er 1966 Joanna Baines. Aus dieser Ehe gingen zwei Töchter hervor.